# 칸노 요코

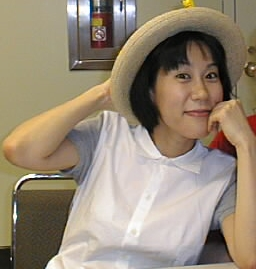

칸노 요코(菅野ようこ, 1964년 3월 18일 ~ )는 일본의 작곡가이자 피아니스트다.Meow on the Bridge(음악 사무소), Captain Duckling Records(음악 레이블) 소속.
여러 가지 애니메이션과 게임의 사운드트랙을 담당하였다. 또한 밴드 시트벨트의 리더이기도 하다. 일본 코에이사의 게임 대항해시대를 통해 국내에 알려지게 되었다. 그라비티에서 만든 라그나로크 온라인 2의 음악을 작업했고, 영화 《우아한 세계》의 OST작업도 참여하였다.
2007년 6월 20일, 대한민국 서울특별시에 있는 세종문화회관 대극장에서 열린 라그나로크 온라인 2 콘서트에 참가하였다.

## 작품

### 애니메이션
- 공각기동대 STAND ALONE COMPLEX (2002년)
- SPY×FAMILY(어질어질, クラクラ) (2023년)

### 실사영화
- 꽃잎, 춤 (2013년)
- 바닷마을 다이어리 (2015년)

### 드라마
- 여자 성주 나오토라 (2017년)

## 수상
- 광고음악대상 경기회금상 수상
- 미키 토리로 광고음악상 (1998) - 산토리 비타민워터
- 제13회 일본 골드 디스크 대상 올해의 애니메이션 음반 - 카우보이 비밥 오리지널 사운드트랙
- 도쿄 애니메이션 어워드 올해의 애니메이션 음악상
  - 공각기동대 STAND ALONE COMPLEX (2003)
  - 극장판 아쿠에리온 (2008)
  - 마크로스F (2008)
  - 마크로스F (2008)
  - 언덕길의 아폴론, 아쿠에리온 EVOL (2013)
- 2008년 JASRAC상 은상 - 〈창성의 아쿠에리온〉(일본어: 創聖のアクエリオン)